# Prangos uechtritzii
Prangos uechtritzii är en flockblommig växtart som beskrevs av Pierre Edmond Boissier och Heinrich Carl Haussknecht. Prangos uechtritzii ingår i släktet Prangos och familjen flockblommiga växter. Inga underarter finns listade i Catalogue of Life.